# Alternanthera elongata
Alternanthera elongata är en amarantväxtart som först beskrevs av Carl Ludwig von Willdenow, Johann Jakob Roemer och Schult., och fick sitt nu gällande namn av Schinz. Alternanthera elongata ingår i släktet alternanter, och familjen amarantväxter.

## Underarter
Arten delas in i följande underarter:
- A. e. major
- A. e. minor
- A. e. elongata